# The Buried Past
The Buried Past è un cortometraggio muto del 1913 diretto da Reginald Barker.

## Produzione
Il film fu prodotto dalla Broncho Film Company.

## Distribuzione
Distribuito dalla Mutual Film, il film - un cortometraggio in due bobine - uscì nelle sale cinematografiche statunitensi il 3 dicembre 1913.